# Lilingyan
El Sistema de irrigación Lilingyan (en  chino: 戾陵堰; y en pinyin: lìlíngyàn) fue un antiguo sistema de irrigación construido en el año 250 d. C. durante el período de los Tres Reinos para irrigar la llanura de Beijing alrededor de Jicheng, la actual Beijing. El sistema de irrigación consistía en la presa Lilingyan, que cruzaba el Shishui (río Yongding) al pie de Liangshan (Shijingshan), y el Chexiangqu, un canal de desviación que llevaba el agua hacia el oeste en la Llanura de Beijing. El canal de desviación alimentaba el agua a los campos al norte, este y sudeste de Jicheng y se vaciaba en el río Gaoliang que, a su vez,  volvía a desembocar en el río Yongding. El sistema de irrigación fue un desarrollo importante en la historia temprana de Beijing y ayudó a aumentar la producción de alimentos y la población en la ciudad y sus alrededores. Lilingyan fue nombrada en honor a Liling, la tumba de Liu Dan, Príncipe de Yan, que fue enterrado en Liangshan después de su muerte en el 80 AC.

## Historia
Lilingyan fue construido en el año 250 d. C. por Liu Jing, un comandante militar de Youzhou, una prefectura del norte de China con sede en Jicheng. Liu Jing era hijo de Liu Fu, que había construido sistemas de irrigación a lo largo del río Huai. Como comandante de la guarnición local, Liu Jing tuvo que comprar grano a distancia debido a la limitada producción de alimentos a nivel local. Para mejorar la producción agrícola local, Liu Jing desvió las aguas del río Yongding, que fluía al sur de Jicheng, para regar las llanuras al norte del río Yongding. Desplegó soldados para represar el Yongding en las colinas al oeste de Ji y canalizó el agua hacia el este a lo largo del Chexiangqu en la llanura de Beijing. La presa tenía 2,4 metros de altura y estaba formada apilando cestas llenas de piedra. Para soportar la crecida repentina del Yongding cuando el río salía de las colinas occidentales, la presa tenía 72 metros de grosor y una suave pendiente para que el agua de la crecida pudiera fluir por encima de la presa. El Chexiangqu utilizó el antiguo lecho del río Yongding, que solía fluir al norte de Jicheng antes de cambiar de curso y fluir al sur de la ciudad.
En 262, se añadió una compuerta de esclusa para controlar el flujo de agua en el canal de desviación.  El sistema de riego mejoró enormemente la producción agrícola de la región y ayudó a aumentar la población de Ji.  En 295, el hijo de Liu Jing, Liu Hong, reparó y amplió el sistema de riego extendiendo el acueducto más hacia el este hasta la actual Tongzhou.
Durante la Dinastía Qi del Norte, el sistema de irrigación fue reparado en 519 y ampliado en 565 conectando los canales al río Sha más al norte.  El sistema fue reparado de nuevo entre los años 650-655 durante la Dinastía Tang, y más tarde pasó a formar parte de los sistemas de irrigación posteriores de Beijing.  Gran parte de la tierra irrigada por los Lilingyan está ahora bajo la zona urbana de Beijing, después de que la ciudad se trasladara hacia el norte desde Jicheng a Dadu en el siglo XIII.